# Castillo de Abia de la Obispalía

El castillo de Abia de la Obispalía se encuentra en el municipio homónimo, en la provincia de Cuenca. 

## Historia
Es de origen romano. 
Tuvo gran importancia durante la Edad Media.
Se encuentra en lo más alto de la población, dominándola, junto al cementerio y los restos de la antigua iglesia parroquial, sobre una roca.
De él quedan un aljibe y los cimientos de las pilastras.

## Actualidad
De acceso libre.
Bajo la protección de la Declaración genérica del Decreto de 22 de abril de 1949 y la Ley 16/1985 sobre el Patrimonio Histórico Español.

## Localidad y entorno
Abia de la Obispalía tiene mucha importancia histórica. Se han hallado varios yacimientos y tesoros, uno de origen celtibérico.